# Ćanab
Ćanab, Ćenab (ang. Chenab; urdu چناب, Canāb; hindi चनाब, Canāb; pendż. ਚਨਾਬ, Canāb, starogr. Ἀκεσίνης Akesines) – rzeka w Indiach i Pakistanie.
Swoje źródła ma w zachodnich Himalajach. Długość rzeki wynosi 1180 km. Uchodzi do rzeki Indus.
Jej wody zamieszkiwał suzu indusowy.